# حزب الإنقاذ الوطني
حزب الإنقاذ الوطني (بالفرنسية: Parti pour le Salut National)‏ كان حزبًا سياسيًا إسلاميًا في جزر القمر.

## التاريخ
كانت الحزب داعما للرئيس محمد جوهر. حصل على 2.3% من الأصوات في الانتخابات البرلمانية لعام 1992، وحصل على تمثيل في مجلس الاتحاد.
في عام 2006، بدأ الحزب في التعاون مع التجمع للتنمية والديمقراطية، واندمجا في النهاية في حزب واحد، حزب الإنقاذ الوطني والتجمع والديمقراطية والتنمية.